# Paul Alphonse Marsac
Paul Alphonse Marsac, né le 22 juillet 1865 à Paris et mort le 4 février 1926 à Marseille, est un peintre français.

## Biographie
Paul Alphonse Marsac est le fils de Pierre Marsac, professeur d'escrime, et de Marie Anne Besnard, couturière.
De 1888 à 1890, il est dessinateur au service géographique des armées.
Élève de Jean-Baptiste Duffaud et Édouard Sain, il obtient une mention honorable au Salon des Artistes Français de 1894, puis une médaille de troisième classe en 1895, date à laquelle il devient peintre officiel de la Marine.
Pour l'exposition de 1900, il réalise un diorama aux dimensions considérables: la toile mesure 17 mètres sur 6.
En 1903, il épouse Marie Séraphine Balme.
En 1906, il est secrétaire général de l'exposition coloniale.
Il meurt à l'hôpital de la Conception le 4 février 1926.